# Exogone anomalochaeta
Exogone anomalochaeta is een borstelworm uit de familie van de Syllidae. De wetenschappelijke naam van de soort werd voor het eerst geldig gepubliceerd in 1921 door Benham.